# Aleksandr Komarow
Aleksander Wissarionowicz Komarow (ros. Александр Виссарионович Комаров, ur. 12 sierpnia?/24 sierpnia 1830 w guberni witebskiej, zm. 27 września 1904) – rosyjski generał porucznik, uczestnik wojen kaukaskich i wyprawy do Turkmenistanu.

## Życiorys
Ukończył Pawłowski Korpus Kadetów w Petersburgu , od 1849 w pułku gwardii strzelców wyborowych. Brał udział w tłumieniu rewolucji na Węgrzech. W 1955 ukończył Cesarską Akademię Wojskową. Od 1856 przeniesiony na Kaukaz. Walczył z powstańcami czeczeńskich górali dowodzonymi przez Imama Szamila. W latach 60. naczelnik Derbentu i potem południowego Dagestanu. 21 maja 1868 mianowany generałem majorem, a 13 października 1878 generałem porucznikiem. Od 1882 naczelny dowódca sił zbrojnych wojsk obwodu zakaspijskiego, w 1884 podbił Merw. Odznaczony Orderem Orła Białego (1884), Orderem Świętego Aleksandra Newskiego (1899), Orderem Świętego Włodzimierza II, III i IV klasy, Orderem Świętej Anny I, II i III klasy, Orderem Świętego Stanisława I i II klasy, Krzyżem Wielkim Orderu Korony Włoch (1891) perskim Orderem Lwa i Słońca I klasy (1901). W 1885 otrzymał Złotą Szablę "Za Odwagę", a w 1888 Medal "40 Lat Nienagannej Służby". Poza karierą wojskową, prowadził również na własną rękę badania etnograficzne, archeologiczne, ornitologiczne i entomologiczne, ofiarował wielu muzeum cenne kolekcje .